# 曹卹

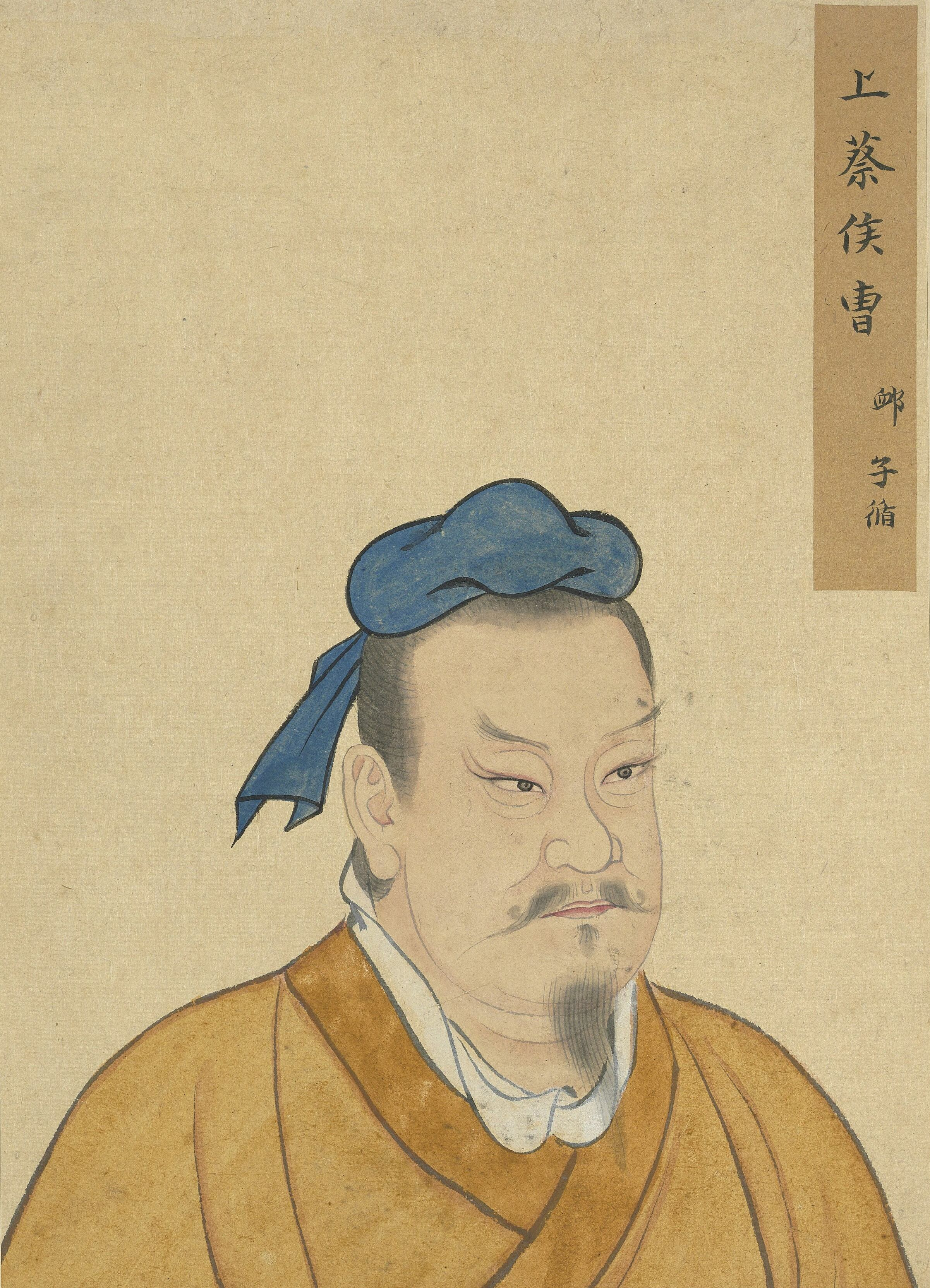
曹卹

曹卹（前501年—？），字子循。春秋时期蔡国人，《孔子家语·七十二弟子解》有名无字。孔子弟子。

## 生平
曹卹小孔子五十岁。史称“乐道明义”，或为曹国公族之后。

## 歷代追封
- 漢明帝永平十五年（72年）從祀孔廟。
- 唐玄宗開元二十七年（739年）封丰伯。
- 宋真宗大中祥符二年（1009年）封上蔡侯。
- 明世宗嘉靖九年（1530年）封先賢曹子。